# Giáng Son
Tạ Thị Giáng Son (sinh ngày 1 tháng 2 năm 1975), thường được biết đến với nghệ danh Giáng Son hay Giáng Sol, là một nữ ca sĩ và nhạc sĩ người Việt Nam. Cô là một trong số ít những nữ nhạc sĩ thành công vào đầu thập niên 2000 của Việt Nam và là cựu thủ lĩnh sáng lập nên nhóm nhạc 5 Dòng Kẻ. Cô là Ủy viên Ban chấp hành của Hội âm nhạc Hà Nội, hội viên của Hội các nhà soạn nhạc thế giới thế kỷ 21 (Composers 21) và thành viên của nhóm tác giả M6. Son từng giữ chức Phó trưởng khoa Kịch hát dân tộc và là cựu giảng viên tại trường Đại học Sân khấu và Điện ảnh Hà Nội.
Giáng Son là con gái út của Nhà giáo Nhân dân, nhạc sĩ Hoàng Kiều và giảng viên dạy vũ đạo chèo Bích Ngọc. Ngay từ nhỏ, cô sớm đã được tiếp cận với âm nhạc dân gian. Giáng Son đã có nền tảng âm nhạc vững chắc khi tốt nghiệp hệ trung cấp khoa sáng tác tại trường Cao đẳng Nghệ thuật Hà Nội năm 1994, bậc đại học chuyên ngành sáng tác khoa lý luận – sáng tác – chỉ huy năm 1999 và tốt nghiệp thạc sĩ năm 2009 tại Học viện Âm nhạc Quốc gia Việt Nam.
Năm 1998, Giáng Son cùng ca sĩ Lan Hương đã thành lập ban nhạc Exotica. Họ bước đầu đạt được thành công khi trình diễn 4 ca khúc của Son và giành giải "Đĩa nhạc xanh", riêng cá nhân cô giành "Tác giả trẻ xuất sắc nhất" tại Liên hoan Ban nhạc sinh viên toàn quốc lần thứ nhất năm 1999. Tuy nhiên, Giáng Son và Lan Hương sau đó đã rời nhóm do mẫu thuẫn. Tháng 11 năm 1999, hai người thành lập nhóm nhạc Du Ca, bao gồm 5 thành viên và sau đó Du Ca được đổi tên thành 5 Dòng Kẻ. Năm 2003, 5 Dòng Kẻ tạo bước ngoặt khi chuyển đến thành phố Hồ Chí Minh và phát hành album đầu tay Em, trong đó phần lớn là các sáng tác của riêng Giáng Son. Các ca khúc trong đĩa và đặc biệt là "Cỏ và mưa" đã định hình phong cách và trở thành ca khúc tiêu biểu cho nhóm. Đầu năm 2005, cô ra mắt ấn phẩm Cỏ và mưa – 30 tình khúc Giáng Son, phát hành bởi Nhà xuất bản Trẻ. Ngày 14 tháng 9 cùng năm, Giáng Son chính thức rời 5 Dòng Kẻ để tiếp tục công việc sáng tác, giảng dạy và học tập tại Hà Nội. Tên tuổi của cô đã tạo sự bứt phá với vai trò nhạc sĩ khi ca khúc "Giấc mơ trưa" được bầu chọn là "Bài hát của tháng" và cá nhân Son giành được giải "Nhạc sĩ ấn tượng" tại Bài hát Việt 2005.
Năm 2007, Giáng Son phát hành album phòng thu đầu tay với nhan đề mang chính tên cô. Đĩa nhạc giới thiệu khả năng sáng tác của cô với nhiều phong cách âm nhạc đa dạng đã giúp cô giành được đề cử đầu tiên tại Giải thưởng Cống hiến lần thứ 3 trong sự nghiệp ở hạng mục "Album của năm". Tháng 10 năm 2010, Giáng Son là nữ nhạc sĩ duy nhất được vinh danh trên chương trình Con đường Âm nhạc mang tên Cỏ và mưa do Đài Truyền hình Việt Nam thực hiện. Năm 2015, Giáng Son tạo bước đột phá trong sự nghiệp khi cộng tác cùng Hà Trần và Tùng Dương để phát hành album phòng thu thứ 2, Bóng tối Jazz. Thành công của đĩa nhạc này đã giúp cô giành giải "Album của năm" tại Giải thưởng Cống hiến lần thứ 11. Kể từ năm 2016, cô giữ chức huấn luyện viên cho chương trình truyền hình Sing My Song: Bài hát hay nhất mùa 1 và 2. Năm 2023, Giáng Son ra mắt solo với album phòng thu thứ ba, Sing My Sol. Đầu năm 2024, ca khúc "Thương cha" của cô đã giành được hạng ba tại Giải thưởng Âm nhạc Hội Nhạc sĩ Việt Nam.

## Tuổi trẻ và học vấn
Tạ Thị Giáng Son sinh ngày 1 tháng 2 năm 1975 tại Hà Nội, trong một gia đình có truyền thống nghệ thuật. Gia đình cô ở tại địa chỉ nhà 202, lô A22, khu văn công Mai Dịch, Cầu Giấy, Hà Nội. Cha cô là Nhà giáo Nhân dân Hoàng Kiều (Tạ Khắc Kế), một nhà nghiên cứu chèo giảng dạy bộ môn sáng tác âm nhạc truyền thống và mẹ là giảng viên bộ môn vũ đạo chèo Trần Thị Bích Ngọc, bà giảng dạy tại Trường Đại học Sân khấu và Điện ảnh Hà Nội. Son là con út trong một gia đình có 4 anh chị đều hoạt động nghệ thuật, họ tên lần lượt là Đức, Thọ và Tạ Mai Trang. Trong đó, con trai của Trang – Nguyễn Chí Phong là ca sĩ kiêm nhạc sĩ sáng tác bài hát và nhà sản xuất nhạc với nghệ danh Madihu.
—Trích đoạn từ một lá thư Giáng Son gửi bố vào năm 1983.
Ngay từ nhỏ, nhờ sinh ra trong một gia đình có nền tảng nghệ thuật dân tộc do đó Giáng Son sớm được làm quen với các làn điệu chèo cổ và bản thân cô còn muốn được nối nghiệp cha mẹ để trở thành một diễn viên chèo chuyên nghiệp. Nhưng khi lên 5 tuổi, cha của Son lại định hướng cho cô theo học nghệ sĩ piano Thái Thị Sâm. Tuy nhiên, cô đã phản ứng lại trong 3 năm đầu. Son sau đó đã viết một lá thư để bày tỏ quan điểm với cha mình. Nhưng vì quyết định của cha Son nên cuối cùng cô vẫn phải học. Từ đó sự nghiệp âm nhạc của Giáng Son chuyển hướng sang sáng tác.
Năm lên 8, Son đỗ vào khoa sơ cấp piano trong 7 năm tại trường Cao đẳng Nghệ thuật Hà Nội. Khoảng thời gian này cô học nội trú trong trường. Năm 10 tuổi, sáng tác đầu tiên của cô là một bản romance với lời đề Kính tặng bố Hoàng Kiều và kèm theo là chú thích mô tả hình ảnh của những tuyến giai điệu. Nhờ định hướng của cha mà Son đã theo học bậc trung cấp khoa sáng tác tại Trường Cao đẳng Nghệ thuật Hà Nội. Lúc này, sở thích của Son dần được chuyển hướng sang nhạc cổ điển Châu Âu. Khi Son 16 tuổi, cô đã bộc lộ năng khiếu khi sáng tác ca khúc đầu tiên "Mưa" trong một buổi tối tại nhà. Trong khoảng thời gian từ năm 1991–1992 là thời điểm dồi dào của cô trong việc sáng tác, Son cho ra đời khoảng 30 ca khúc chỉ trong vòng một năm, nhưng tới năm 1994–1995, cô bắt đầu viết nhạc chuyên tâm và chăm chú hơn. Năm 19 tuổi, Son tốt nghiệp trung cấp Cao đẳng Nghệ thuật Hà Nội. Nhận ra được khả năng của con gái, ông Hoàng Kiều tiếp tục khuyên cô theo học tiếp bậc đại học khoa sáng tác tại trường Học viện Âm nhạc Quốc gia Việt Nam. Tại thời gian theo học tại trường, Son đã nhận được sự chú ý đặc biệt từ thầy cô vì cá tính sắc sảo nhưng âm nhạc của cô lại mang nét nữ tính, và Son còn là một trong hai nữ sinh viên duy nhất của khoa. Khi này, Son bắt đầu theo học thầy giáo Đàm Linh, chính ông đã hướng dẫn cho cô cách sử dụng chất liệu âm nhạc dân tộc trên thủ pháp của âm nhạc phương Tây. Chính vì vậy, những sáng tác của cô sau này đều có sự kết hợp giữa tính hiện đại và dân tộc. Năm 1999, Son tốt nghiệp Học viện Âm nhạc Quốc gia Việt Nam với bản giao hưởng "Đồng Xa", được cô viết về khu tập thể nơi gia đình mình sinh sống.
Năm 1999, Giáng Son trở thành phát thanh viên và biên tập viên chương trình Ca nhạc dành cho tuổi trẻ của Đài Tiếng nói Việt Nam. Năm 2000, cô giữ vai trò biên tập viên âm nhạc cho Nhà xuất bản Âm nhạc. Tháng 4 năm 2001, Son chính thức trở thành giảng viên khoa kịch hát dân tộc tại trường Đại học Sân khấu và Điện ảnh Hà Nội. Năm 2009, Son tốt nghiệp bậc thạc sĩ bằng bản giao hưởng 3 chương.

## Sự nghiệp

### 1998–2003: Thành lập 5 Dòng Kẻ vàEm
Trong thời gian theo học trường Nhạc viện Hà Nội, Giáng Son và người bạn chơi thân từ cấp ba Lan Hương đã có ý định thành lập một nhóm nhạc tự thể hiện và phối khí những sáng tác của nhóm, từ sự hâm mộ của họ dành cho The Beatles. Năm 1998, ban nhạc Exotica (tạm dịch: Độc đáo) được thành lập gồm 5 thành viên: Giáng Son (sáng tác, chơi keyboard), Lan Hương (hát chính) và ba người còn lại – một chơi trống, một guitar và đàn organ, Exotica theo phong cách trình diễn các ca khúc tự sáng tác. Họ biểu diễn ở các quán cà phê và bar tại Hà Nội. Cùng năm, ban nhạc Exotica đã tham dự Liên hoan Ban nhạc sinh viên toàn quốc lần thứ nhất với 4 ca khúc của Giáng Son và đoạt giải "Đĩa nhạc xanh", riêng cá nhân cô giành giải "Sáng tác xuất sắc nhất". Tuy nhiên, Lan Hương và cô sau đó đã rời nhóm do mẫu thuẫn nội bộ.
–Giáng Son nói rõ vai trò trong 5 Dòng Kẻ
Tháng 11 năm 1999, Son và Lan Hương thành lập nhóm nhạc Du Ca. Nhóm sau đó đã kết nạp 3 thành viên Linh Nga, Thanh Hà và Hồng Ngọc (cũ). Khi này thì thủ lĩnh Giáng Son đã giữ vai trò sáng tác chính cùng với thành viên gia nhập sau đó, Bảo Lan. Hai người chịu trách nhiệm về kỹ thuật và định hình phong cách cho nhóm. Trong khoảng thời gian đó, thông qua nhạc sĩ Ngọc Đại thì Son đã gặp nhà thơ Nguyễn Trọng Tạo, đây là thời điểm đánh dấu sự cộng tác giữa cô và Tạo. Son sau đó đã phổ nhạc cho bài thơ Cỏ và mưa trong tập thơ Đồng dao cho người lớn. Cũng cùng năm, dựa trên đơn đặt hàng của hãng đĩa tư nhân, Du Ca cộng tác cùng nhóm Khoai Tây để phát hành album Ngày ban mai.
Năm 2000, nhạc sĩ Nguyễn Trọng Tạo, Nguyễn Thụy Kha và Ngọc Đại đã góp ý để thay đổi tên nhóm Du Ca vì thấy không phù hợp với phong cách âm nhạc của Giáng Son và lại giống với tên nhóm nhạc của nhạc sĩ Trần Tiến. Sau đó, nhà thơ Nguyễn Trọng Tạo đã đặt tên 5 Dòng Kẻ cho nhóm (viết tắt là 5DK), mang ý nghĩa với mỗi thành viên là một dòng kẻ. Một khuông nhạc đầy đủ cùng trưởng nhóm Giáng Son tựa nốt khoá sol nằm ở đầu khuông nhạc. Trải qua nhiều lần thay đổi thành viên, đến tháng 7 năm 2001, 5 Dòng Kẻ được hoàn chỉnh với các thành viên Giáng Son, Lan Hương, Hồng Ngọc (mới), Bảo Lan và Thuỳ Linh. Ngày 2 tháng 9 năm 2002, nhóm nhạc tổ chức đêm diễn DK5 BAND ở Magic Moo Club Ha Noi tại phố Thái Thịnh, Hà Nội; DK5 BAND đã gây được sự chú ý của giới truyền thông và dư luận.
Tháng 1 năm 2003, sau lời thuyết phục của một người bạn và từ chính Son, 5 Dòng Kẻ đã đến Sài Gòn với ý định ban đầu là thực hiện một album trong vòng 6 tháng rồi sẽ tan rã. Tuy nhiên, cũng giống như các nghệ sĩ mới bước chân vào lập nghiệp. Giai đoạn đầu ở đây của họ khá khó khăn, mặc dù đã nổi tiếng ở Hà Nội nhưng 5 Dòng Kẻ vẫn chưa được khán giả Sài Gòn biết tới. Tại đây, họ tự phải tìm địa điểm để biểu diễn, hay "[...] phải làm lại từ đầu, mỗi thành viên trong nhóm đã phải nỗ lực rất nhiều, hy sinh rất nhiều kể cả hạnh phúc cá nhân, cái giá phải trả cũng rất lớn" và "[...]lúc mới vào Nam, buồn lắm. Khóc vì ấm ức, khóc vì buồn, khóc vì tủi thân... thậm chí cả khi không có tiền mà không thể nói ra". Một trong các thành viên nhớ lại: "Những ngày đầu ở Sài Gòn, chúng tôi ở cùng một căn nhà thuê nhỏ xíu, cực khổ nhiều nhưng chị em luôn có nhau. Lúc đầu, phong cách âm nhạc của chúng tôi còn khá lạ lẫm với khán giả Sài Gòn, trang phục cũng chưa phù hợp... tất cả khiến chúng tôi khá rụt rè khi xuất hiện trước công chúng". Khó khăn trong quá trình sản xuất album diễn ra trong nỗi nhớ nhà và thiếu thốn về ngân sách. Nhưng dù vậy, thủ lĩnh Giáng Son vẫn khẳng định: "Bọn mình đã làm việc quần quật, đã cố gắng sống tử tế và hết mình, đã hát tất cả những gì có thể hát".
Tháng 11 năm 2003, 5 Dòng Kẻ chính thức phát hành album phòng thu đầu tay Em theo thể loại pop, với phần lớn là các sáng tác của chính Son. Các ca khúc "Sóng", "Mưa" và "Anh" đã được nhóm biểu diễn từ trước. Đặc biệt, album Em với bản thu đầu tiên của "Cỏ và mưa", một sáng tác theo thể loại blues kèm theo một video âm nhạc chuyên nghiệp đã gặt hái được nhiều thành công và định hình phong cách cho 5 Dòng Kẻ. Nhìn chung, Em đã ra mắt thành công và nhận được những đánh giá tích cực từ giới chuyên môn, sau đó nhóm đã phủ sóng hàng loạt trên các sân khấu lớn lẫn chương trình truyền hình.
Năm 2004, Hội Nhạc sĩ Việt Nam đã trao tặng 5 Dòng Kẻ giải "Nhóm nhạc xuất sắc nhất" cho video âm nhạc "Cỏ và mưa" trong chương trình VTV – Bài hát tôi yêu lần thứ 3. Sau hàng loạt các thành công diễn ra liên tiếp, ngày 30 tháng 4 cùng năm, nhóm đã đi đến quyết định ở lại Sài Gòn để tiếp tục phát triển sự nghiệp. Nhưng kể từ thời điểm sau đó, trong quá trình biểu diễn để quảng bá cho Em, sự xuất hiện của Son bắt đầu hạn chế. Tuy nhiên vào lúc này, 5 Dòng Kẻ dần đã trở thành nhóm nhạc nữ có phong cách biểu diễn chuyên nghiệp, nhận được nhiều sự yêu mến của khán giả và xuất hiện liên tục trên trang bìa báo chí. Tiền phong thậm chí còn nhận định đây là nhóm nhạc nổi tiếng nhất thời gian đó: "Ở trong nước, 5 cô gái vốn là một nhóm nhạc đang được đánh giá cao về chuyên môn và họ đang có rất nhiều cơ hội để tham gia các chương trình lớn".

### 2005: Rời nhóm 5 Dòng Kẻ và bứt phá
Nửa đầu năm 2005, trong thời gian biểu diễn của 5 Dòng Kẻ, do công việc giảng dạy tại trường Đại học Sân khấu và Điện ảnh Hà Nội nên Giáng Son không thể thường xuyên theo sát lịch trình. Vào thời gian này, sự xuất hiện của cô thưa thớt dần trong các buổi biểu diễn, nên việc đó đã ảnh hưởng tới các thành viên còn lại. Để thuận tiện cho công việc sáng tác, giảng dạy của Son và cũng không ảnh hưởng tới nhóm; cả năm thành viên sau đó đã cùng bàn bạc và đi đến quyết định khó khăn. Trong lúc đang ở thời kì đỉnh cao, ngày 14 tháng 9 năm 2005, 5 Dòng Kẻ chính thức công bố sự ra đi của thủ lĩnh trong một buổi họp báo giới thiệu album phòng thu thứ 2, tuy nhiên họ thông báo rằng vị trí của cô sẽ không bị thay thế.
–Giáng Son
Việc một thành viên ra đi ở nhóm nhạc vừa mới bắt đầu thành công đã nhận được sự chú ý từ công chúng. Đã có những người cho rằng Son đã có chỗ đứng trong vai trò nhạc sĩ nên tách ra để kiếm nguồn thu nhập riêng. Trong bài phỏng vấn sau đó, Giáng Son giải thích rằng bản thân cô: "[...] không có khả năng kiếm ra nhiều tiền. Tôi chỉ có thu nhập từ việc đi dạy và đặt bài của các ca sĩ, mà tiền kiếm kiểu ấy thì không thể nhanh và nhiều được. Vì thế đừng nói tôi bỏ nhóm vì tiền, oan lắm"; còn ý định rời nhóm đã xuất hiện từ trước và chỉ quyết định ở thời điểm khi nhóm đã gặt hái được những thành công nhất định. Bản thân Son muốn quay lại với vai trò chính là một nhạc sĩ: "[...] nhiều năm hát trong nhóm 5 Dòng Kẻ, trải qua những ngày gian nan khởi nghiệp cho đến lúc giành được chút thành công, chưa bao giờ Giáng Son nghĩ mình là ca sĩ. Mỗi khi lên sân khấu, Giáng Son cảm thấy mình như đang đóng vai người khác, không được là chính mình"  và "[...] việc ra đi là vì bản thân mình đầu tiên, mình nghĩ công việc mình ở nhóm thế là đủ rồi. Mình không thể giúp được gì nhiều hơn nữa". Một số lý do khách quan theo cô chia sẻ là việc di chuyển bất tiện giữa hai công việc cũng ảnh hưởng đến thu nhập, hay những ca sĩ khác khi được cô đưa bài thì mặc định sáng tác của cô chỉ dành cho 5 Dòng Kẻ, những điều đó đã gây nên suy nghĩ, áp lực trong nhóm. Nếu "làm việc và duy trì việc sáng tác trong một vòng quay của áp lực và công việc, tôi không còn giữ chất của mình" và sẽ xáo trộn biến dạng tâm hồn cô, mà công việc "sáng tác phải cần sự tĩnh tâm và không gian không ồn ào, náo nhiệt". Cô lý giải "Các bạn là ca sĩ có tiếng thì được đi nước ngoài nhiều, có tiền nhiều là bình thường[...]. Sự so sánh chỉ ra bất lợi từ lựa chọn của cô, Son nghĩ rằng: "[...] đến 60–70 tuổi vẫn sáng tác được, cái này mình hơn các bạn ca sĩ rồi. Mình nỗ lực và chuyên tâm làm nghề, rồi cái gì đến sẽ đến. Có thể mình chậm hơn mọi người một chút". Khi được hỏi về cảm xúc sau khi rời nhóm, Giáng Son chia sẻ: "Tất nhiên là buồn nhưng không đến nỗi bị hụt hẫng. Nhóm chỉ tiếc là phải bỏ biết bao công sức mới gây dựng được hình ảnh của 5 Dòng Kẻ như ngày hôm nay", phủ nhận chuyện lục đục nội bộ và cho biết rằng họ vẫn là những người bạn tốt với nhau trong cuộc sống. Sau này, thành viên Lan Hương giải thích:
"Thật ra, Giáng Son lúc ấy cũng rơi vào thế chẳng đặng đừng. Cha mẹ chỉ muốn bạn ấy ở lại Hà Nội nối nghiệp dạy học nên để diễn với nhóm, Son cứ phải bay ra bay vào thường xuyên. Thường đến kỳ học sinh nghỉ, cô giáo Giáng Son mới tranh thủ đi hát, có khi bí quá phải trốn trường. Có lần, 'chẳng may' chương trình trực tiếp truyền hình, bạn ấy về trường bị khiển trách, cuối cùng đành phải chọn cách chia tay".
–Giáng Son
Trở về Hà Nội, Giáng Son tập trung vào công việc sáng tác và giảng dạy. Trong thời gian này, do thường xuyên tiếp xúc môi trường âm nhạc dân tộc nên Son đã bắt đầu tìm hiểu về thể loại này (đặc biệt là những công trình nghiên cứu cha cô để lại). Nhờ năng khiếu, Son tiếp cận tới âm nhạc dân gian rất nhanh chóng và sau đó cô đã ứng dụng vào ngay trong quá trình sáng tác. Trong thời gian hoạt động nhóm thưa thớt dần, bài hát đầu tiên Son sáng tác là "Giấc mơ trưa", phần giai điệu của ca khúc đã được viết trong vòng 2 tiếng khi cô chơi dạo giai điệu mở đầu với đàn piano vào đêm mùng 4 tháng 2 năm 2004. Sau đó, theo lời mời của Ngọc Đại, Giáng Son đã gặp nhạc sĩ Nguyễn Vĩnh Tiến để được nghe ca khúc "Bà tôi" rồi họ trở thành cộng sự lâu năm. Son yêu thích và khen ngợi khả năng viết lời bài hát của Tiến, cô liền gửi bản nhạc của "Chút nắng vàng bay", "Trôi trong gương", "Nếp ngày", "Bóng tối Jazz" và trong đó có "Giấc mơ trưa". Ba tháng kể từ đêm sáng tác "Giấc mơ trưa", Tiến đã hoàn thiện và gửi lại cho cô phần lời của ca khúc, mà Son sau đó đánh giá là "[...] hòa hợp kỳ lạ với nhạc".
Năm 2005, đây là thời điểm bước ngoặt trong sự nghiệp của Giáng Son, khi ca khúc "Giấc mơ trưa" được cô gửi để dự thi chương trình Bài hát Việt với phần thể hiện của Khánh Linh thì ca khúc đã được được bình chọn là "Bài hát của tháng". Tuy nhiên, thời gian đầu "Giấc mơ trưa" được cho là không được nhiều người biết tới hay công chúng chưa thể thẩm thấu. Nhưng bản thu của Thùy Chi sau đó đã phổ biến và lan tỏa tới công chúng. Năm 2006, nhờ hiệu ứng từ "Giấc mơ trưa", Son tiếp tục gửi "Chút nắng vàng bay" tham gia Bài hát Việt qua giọng hát của Nguyễn Ngọc Anh, nhưng ca khúc chỉ lọt đến vòng chung kết.

### 2006–2007:Giáng Son
Cuối năm 2005, Giáng Son dự định thực hiện một album đầu tay của chính mình: "[...] hi vọng sẽ ra đĩa CD gồm những ca khúc của mình với sự cộng tác của những ca sĩ khác". Mặc dù theo kế hoạch vào thời điểm sau Tết năm 2006, Son sẽ phát hành album nhưng cô thông báo rằng: "thời điểm này, hầu hết các nhạc sĩ hoà âm đều đang quá bận bịu nên có lẽ phải đến giữa năm mới hoàn tất được album" và cho biết mình sẽ không trực tiếp thu âm với tư cách là một ca sĩ trong một bài phỏng vấn tháng 1 năm 2006.
Tháng 8 cùng năm, Son di chuyển đến Thành phố Hồ Chí Minh để sản xuất đĩa nhạc. Cô thông báo rằng album sẽ được lên kệ đĩa vào cuối năm 2006. Tuy nhiên, sau đó đĩa nhạc vẫn chưa được ra mắt. Trả lời báo chí tháng 2 năm 2007, những công việc còn lại đang được hoàn thiện; vào tháng 4, Giáng Son giải thích: "[...] vì các nhạc sĩ phối khí bận rộn nên chẳng còn cách nào khác là phải chờ họ xong hợp đồng rồi đến lượt mình"; nhưng cô thông báo rằng công đoạn "[...] thu âm và mix đã xong chỉ cần chờ giấy phép là hoàn thành, hy vọng sẽ phát hành trước 30 tháng 4". Cuối tháng 5, do nhà thơ Vi Thùy Linh không đồng ý để Son chọn "Khát" là nhan đề album nên đĩa nhạc tới ngày ra mắt đã phải sửa, việc lựa chọn tên chính mình để thay thế cũng được tiết lộ.
Tháng 7 năm 2007, Giáng Son đã chính thức ra mắt album phòng thu mang tên chính mình nhằm giới thiệu khả năng sáng tác đa dạng trong nhiều phong cách âm nhạc, và đánh dấu rõ bước ngoặt trong vai trò là một nhạc sĩ. Giáng Son gồm 9 ca khúc được sáng tác từ năm 1999 đến năm 2006, trong đó là các ca khúc tiêu biểu trước đó đã tạo dựng thương hiệu "Cỏ và mưa", "Giấc mơ trưa", "Chút nắng vàng bay" và một số thành công sau này "Trôi trong gương", "I Love Music"; về phần phối khí trong album có sự cộng tác cùng nhạc sĩ Võ Thiện Thanh, Phan Cường, Minh Đạo theo thể loại pop chủ đạo xoay quanh blues jazz, dân gian đương đại, R&B, nhạc điện tử; qua phần thể hiện của Mỹ Lệ, Tùng Dương, Khánh Linh và Nguyên Thảo. Tại Giải thưởng Cống hiến lần thứ 3, Son vinh dự giành được 1 đề cử ở "Album của năm" và giúp cô trở thành nữ nhạc sĩ đầu tiên có album cá nhân xuất hiện trong hạng mục.
Tháng 12 năm 2006, các sáng tác của Giáng Son, Đỗ Bảo, Hồ Hoài Anh, Nguyễn Duy Hùng và Mạnh Quân được lựa chọn để đưa vào ấn phẩm Bức thư tình đầu tiên, được phát hành bởi Nhà xuất bản Âm nhạc Dihavina và Huy Hoang Bookstore. Sau chuyến tham gia đoàn công tác động viên các chiến sĩ tại Trường Sa đầu năm 2013, Giáng Son đã sáng tác "Trường Sa trong tái tim tôi" theo thể loại nhạc semi-classical.

### 2015–2016:Bóng tối Jazz
Trả lời một bài phỏng vấn vào tháng 11 năm 2005, Giáng Son cho biết cô đang tìm tòi và sáng tác theo thể loại blues jazz sau khi ra đời ca khúc "Cỏ và mưa". Tháng 7 năm 2007, Son khẳng định: "một dự án khác cũng đang triển khai với một dòng nhạc khác, không phải thể loại trữ tình pop, ballad như CD đầu". Sau khi Giáng Son được ra mắt, năm 2008 cô mong muốn dự định sản xuất album thứ hai nhưng "[...] cố gắng để vượt qua chính mình".
Ngày 22 tháng 9 năm 2015, Giáng Son tiết lộ album phòng thu thứ hai sẽ được phát hành vào tháng 10 tại chương trình Văn hóa – Sự kiện – Nhân vật trên VTV. Ngày 16 tháng 10 cùng năm, cô chính thức phát hành album phòng thu thứ hai, Bóng tối Jazz. Album được sản xuất trong 8 năm bởi chính Son và phối khí lần lượt bởi Lê Thanh Tâm và Vũ Quang Trung cùng hai giọng ca chính là Hà Trần và Tùng Dương. Bóng tối Jazz được mô tả là "một câu chuyện tình, những khát khao cháy bỏng khi chạm tới tình yêu và khi mất nhau", bao gồm 10 ca khúc theo thể loại blues, jazz, trong đó là các sáng tác từ năm 2004; những tác phẩm "Đêm đợi", "Chạm" và 2 ca khúc phổ biến "Cỏ và mưa", "Thu cạn" đã được công bố trước đó; ca khúc chủ đề "Bóng tối Jazz" nằm trong năm bài hát từng được gửi cho Nguyễn Vĩnh Tiến lần đầu được công bố. Sản phẩm sau đó đã ra mắt thành công cùng nhiều lời khen ngợi từ báo chí và đóng góp cho dòng nhạc blues, jazz của Việt Nam. Bóng tối Jazz đã vinh dự trở thành "Album của năm" tại Giải thưởng Cống hiến lần thứ 11 và lần đầu tiên Son được đề cử ở hạng mục "Nhạc sĩ của năm".
Tháng 10 năm 2015, Giáng Son đã sáng tác 20 ca khúc pop ballad trong vở kịch Hamlet của Nhà hát Kịch Việt Nam do NSND Anh Tú đạo diễn. Ngày 12 tháng 8 năm 2016, Son cùng Hà Linh tham gia biểu diễn song ca tác phẩm "Lòng mẹ" (Y Vân) trong buổi biểu diễn Ngãi mẹ sinh thành, được nhóm Xẩm Hà Thành tổ chức nhân dịp ngày lễ Vu Lan tại Laca Café, phố Lý Quốc Sư, Hà Nội. Cùng tháng sau đó, Son cộng tác cùng nhạc sĩ Nguyễn Cường biên tập album Gió bay về ngàn cho dự án nghệ thuật phi lợi nhuận dành tặng đồng bào Tây Nguyên, trong đó cô góp mặt với ca khúc "Mùa nhớ" qua bản thu của Mai Trang. Ngày 9 tháng 9 năm 2016, Giáng Son tham gia cùng hai tác phẩm "Ngày vừa chớp mắt" và "Hà Nội 12 mùa hoa" với giọng hát của Khánh Ly trong buổi biểu diễn Đêm nhiệt đới – kỷ niệm 10 năm thành lập nhóm tác giả M6 tại Nhà hát Tuổi trẻ, Hà Nội. Ngày 18 tháng 10 năm 2016, Son cùng nhóm M6 chính thức phát hành album phòng thu thứ ba Đêm nhiệt đới. Trong đó, Son cũng đóng góp hai sáng tác "Thức dậy con yêu nhé" thu âm bởi Thùy Chi và chính cô trình bày "Gửi". Ngày 6 tháng 11 năm 2016, Son soạn gần 20 ca khúc cho vở nhạc kịch Kiều của Nhà hát Kịch Việt Nam, đạo diễn bởi NSND Anh Tú.

### 2017–nay:Sing My Sol
Trong hai ngày 22 và 23 tháng 7 năm 2017, vở kịch operetta Chuyện của dòng sông đỏ của họa sĩ Hoàng Hà Tùng có sự tham gia sáng tác của Giáng Son được công diễn. Ngày 30 tháng 8 cùng năm, Son tiếp tục tham biểu diễn qua sáng tác của chính cô trong buổi biểu diễn Ngãi mẹ sinh thành 2 của nhóm Xẩm Hà Thành tại rạp Hồng Hà, Hà Nội. Năm 2018, Son tiếp tục tham gia 2 buổi biểu diễn của nhóm Xẩm Hà Thành trong dịp lễ Giỗ tổ nghề hát xẩm, được tổ chức vào ngày 7 tháng 4 tại tượng đài Vua Lê và đình Nam Hương Vua Lê, phố Lê Thái Tổ, khu phố đi bộ Hồ Gươm; cũng  ngày 30 tháng 9 chỉ ở tại tượng đài. Năm 2019, sau khi được chọn để phổ nhạc từ bài thơ của vị Trụ trì Đại Bảo tháp Mandala Tây Thiên, Son đã sáng tác "Tây Thiên ca" do Phương Nga trình bày và ca khúc cũng là chủ đề của chương trình nghệ thuật nhân Đại lễ cầu an Xuân Kỷ Hợi 2019 tại Bảo tháp Tây Thiên, Vĩnh Phúc.
Ngày 28 tháng 5 năm 2023, Giáng Son ra mắt album tuyển tập, Tuyển tập những bài hát hay của nhạc sĩ Giáng Son. Ngày 16 tháng 11 năm 2023, Son phát hành album phòng thu thứ ba Sing My Sol, gồm 9 ca khúc theo phong cách acoustic do chính cô tự sáng tác và thể hiện. Đĩa nhạc được Son cộng tác cùng nhạc sĩ Trần Đức Minh. Phiên bản nhạc không lời của Sing My Sol cũng được phát hành vào trung tuần tháng 11. Ngày 16 tháng 12 năm 2023, Son cùng Nhóm M6 tổ chức buổi biểu diễn Tiếng thời gian nhằm công bố 6 ca khúc "Chúc mừng năm mới", cũng như tiết lộ về album phòng thu tiếp theo của nhóm. Tháng 1 năm 2025, Giáng Son giành giải B với ca khúc "Nơi ấy có anh" tại Cuộc vận động sáng tác ca khúc chủ đề 80 năm – Vinh quang Công an nhân dân Việt Nam.

### Giám khảo
Giáng Son giữ vị trí giám khảo cho nhiều cuộc thi âm nhạc tại Việt Nam. Son lần đầu tiên giữ vai trò giám khảo trong hội đồng nghệ thuật của Sao Mai điểm hẹn 2008. Sau đó, lần lượt là vòng sơ khảo miền Trung cho Đồ Rê Mí 2009, Ngôi sao trẻ 2013, Giọng hát hay Hà Nội 2014, MMC 2016, Nhí tài năng 2016, CEG Music Festival 2017, Giọng ca vàng doanh nhân 2017, Ngày hội âm nhạc hè 2017 và đặc biệt lần đầu trở thành huấn luyện viên của chương trình truyền hình Bài hát hay nhất (mùa 1). Cô tiếp tục đảm nhận vai trò đó trong Bài hát hay nhất (mùa 2), cũng như làm giám khảo của Giọng hát hay Hà Nội 2018, CEG Music Festival 2019, Amazing Music 2019, DJ Star 2020,> Giọng hát hay Hà Nội 2020, Hát lên Việt Nam – Let’s Sing Vietnam 2021, Tiếng hát Hà Nội 2023, Tinh ting tinh 2023 và Tiếng hát Hà Nội 2024.

### Buổi hòa nhạc
Vào tối ngày 15 tháng 2 năm 2025, Giáng Son tổ chức buổi hòa nhạc mang tên Live Concert – Giấc mơ Sol tại khu đô thị Park City Hà Nội, đây là đêm nhạc kỷ niệm 40 năm hoạt động âm nhạc có quy mô lớn đầu tiên trong sự nghiệp của nữ nhạc sĩ với sự tham dự của 2.000 khán giả. Chương trình đã giới thiệu 26 nhạc phẩm mang đủ màu sắc âm nhạc của cô từ pop, dân gian đương đại, thính phòng, jazz đến blues và rock. Buổi hòa nhạc này có sự góp mặt của các ca sĩ Thanh Lam, Hà Trần, Tùng Dương, Khánh Linh, Thùy Chi, Hà Linh và Hoàng Dũng. Nhạc sĩ Lưu Hà An đảm nhận vai trò đạo diễn âm nhạc, còn Xuân Trường là đạo diễn sân khấu. Nhà phê bình âm nhạc Nguyễn Quang Long đánh giá: "Concert thành công nhờ sự hài hòa giữa nhiều yếu tố về nội dung lẫn hình thức".

## Phong cách nghệ thuật

### Phong cách âm nhạc và sáng tác

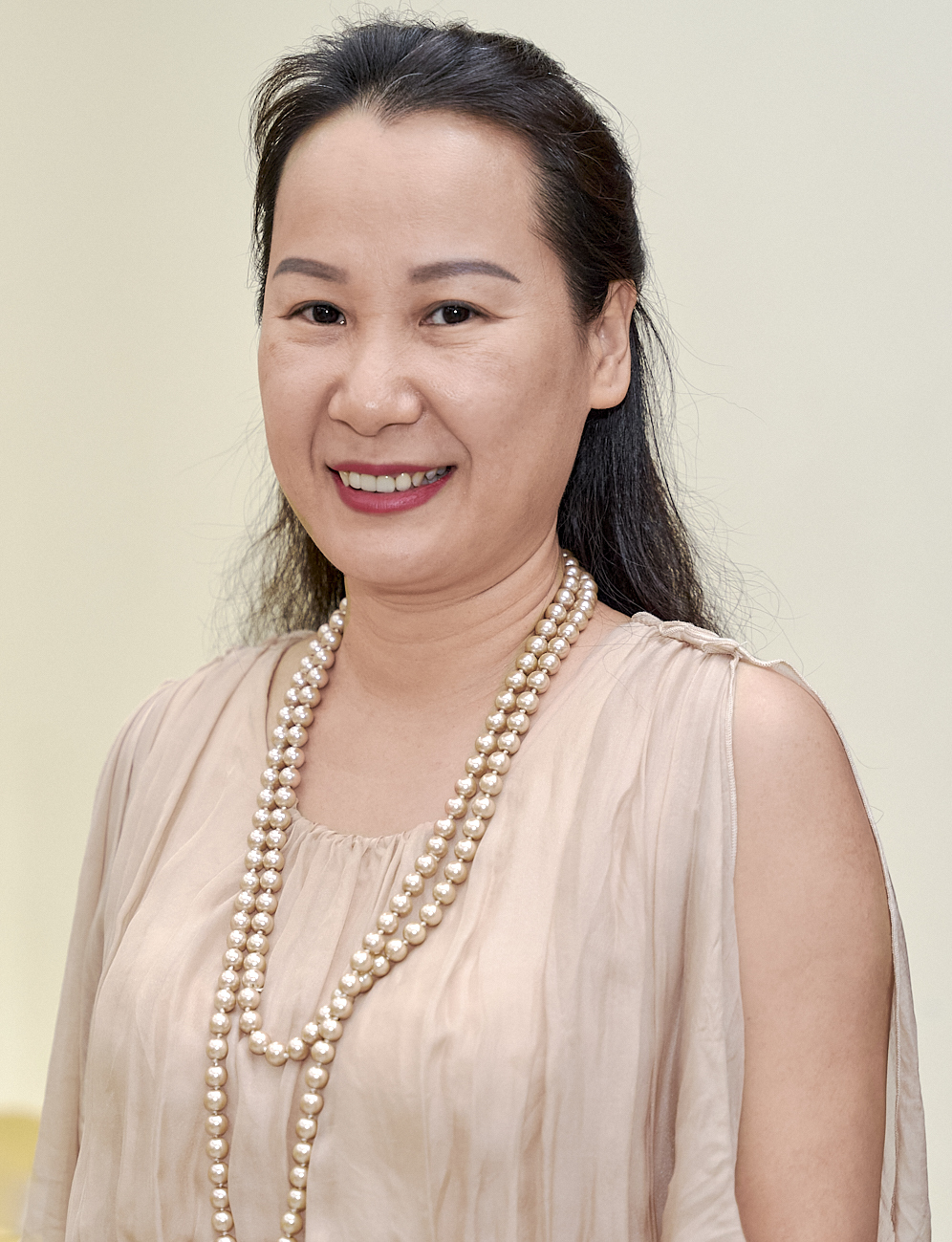
Giáng Son vào năm 2020.

Âm nhạc của Giáng Son phản ánh đúng con người và quan điểm sống trong cô: khát khao, nữ tính, thầm kín, giản dị, dịu dàng song có lúc cũng bộc lộ cá tính, mạnh mẽ. Lặng lẽ, tình tứ, 'len lỏi' cũng là những từ ngữ cô nhận xét về mình. Lấy cảm xúc từ những trải nghiệm bản thân, đặc biệt là theo 'logic' suy nghĩ của người phụ nữ, Son "tin rằng những gì xuất phát từ trái tim mới đến được trái tim" và cho rằng "Điều sâu sắc nhất đến từ những thứ đơn giản nhất". Mỗi lần hoàn thiện một ca khúc là khi cô đã giãi bày một câu chuyện nội tâm. Nhưng Giáng Son quan niệm "nỗi buồn vẫn phải đẹp và không được bi kịch, như niềm hy vọng đóng cánh cửa này thì sẽ mở cánh cửa khác". Trong tất cả các sản phẩm của mình, cô luôn đặt 2 vấn đề song song lên đầu tiên, đó là chất lượng tác phẩm và định hướng thẩm mỹ cho giới trẻ. Theo đuổi phong cách lãng mạn, song ngoài đời cô là người thực tế.
Trong âm nhạc của Giáng Son đặc biệt rất kỹ lưỡng và khó tính, cô còn là một nhạc sĩ luôn đặt ra thử thách cũng như dám khám phá những điều mới mẻ. Điều quan trọng nhất đối với một nhạc sĩ theo Son là năng khiếu và "khi sáng tác, điều đầu tiên chú ý chính là tác phẩm muốn nói tới điều gì. Và điều thứ hai quan trọng không kém chính là giai điệu của bài hát đó. Giai điệu hay thôi chưa đủ, mà còn phải gây được xúc cảm đối với người nghe. Có như vậy, xúc cảm mới từ trái tim mình đến với trái tim người khác được". Ngoài ra, khi sáng tác cần có sự kết hợp giữa giai điệu và ca từ "[...] phải có tính văn học, có thể giản dị nhưng không dễ dãi". Mặc dù được đào tạo bài bản nhưng cô quan niệm rằng kỹ thuật sáng tác chỉ ra được một bài hát đúng mà chưa thể thành một ca khúc hay.
Giáng Son cẩn trọng trong chuyên môn công việc và đầu tư kỹ càng, đặc biệt là những sản phẩm cá nhân. Cô sáng tác theo cảm hứng "viết cho chính mình, theo đuổi những mong ước của mình, những đỉnh núi mà mình muốn vượt qua" và ít bị chi phối bởi những giá trị giải trí không phù hợp. Trong một số sáng tác, Son đã hình dung ra ca sĩ thể hiện. Tuy nhiên, phần lớn các tác phẩm của cô đều được Tùng Dương thể hiện, ở giữa họ có sự "trân trọng và cảm nhận được nhau" và cùng tư tưởng.
Cảm xúc tùy thuộc vào từng giai đoạn sáng tác của Giáng Son, điều đó xuất phát từ cảm xúc chân phương để đến với trái tim khán giả. Để có được, một nhạc sĩ sáng tác chuyên nghiệp là người phải vượt qua thử thách bằng cách hóa thân vào nhân vật từ các thể loại khác nhau: "Khi hóa thân vào thì đó chính là cảm xúc rồi. Chứ nếu nói không có cảm xúc thì không thể nào viết được đâu. Nghề nghiệp mà! Nhưng vẫn phải biến hóa để kiểm soát được màu sắc và cá tính âm nhạc." Bên cạnh đó, người nhạc sĩ không thể thiếu tâm hồn lãng mạn và sự trong sáng khi làm nghệ thuật: "Theo tôi đã làm nghệ thuật là cống hiến không chút tính toán". Điều quan trọng cũng để đi đến thành công, theo Giáng Son là phải ra được tác phẩm hay và nhờ rèn luyện, không ngừng học hỏi và nỗ lực: "Tôi nghĩ mình là người gặp nhiều may mắn trong sự nghiệp, và cái giá của sự may mắn ấy là rất nhiều năm khổ luyện".
Giáng Son chọn phương thức phổ nhạc cho thơ. Đây là sở thích từ thuở nhỏ, mà cô đã bắt đầu theo đuổi trong thời gian học hệ trung cấp sáng tác tại Trường Cao đẳng Nghệ thuật Hà Nội. Đến khi theo học hệ đại học tại Nhạc viện Hà Nội, Son tìm đến thơ nhiều hơn. Son quan niệm: "Phổ thơ rất khó, nếu phổ kém thì sẽ hát theo thơ. Câu thơ vốn đã mang sẵn những giai điệu, nên phổ nhạc phải thoát ra khỏi thơ". Ở một số bài hát, Giáng Son thường viết phần nhạc trước, sau đó mở lời đề nghị cùng một nhà thơ hay nhà báo cộng tác về phần lời. Trong số đó, Nguyễn Vĩnh Tiến là người đồng điệu nhất mà theo cô giải thích: "mọi người nghe đều cảm thấy giữa nhạc và thơ có sự 'ăn xăm', đồng điệu với nhau" và nhận định rằng anh là người mở khóa nhạc cho cô là phù hợp nhất.

### Ảnh hưởng
Ngay từ nhỏ, nhờ sinh ra trong một gia đình có nền tảng nghệ thuật dân tộc do đó Giáng Son sớm đã được tiếp xúc với các làn điệu chèo cổ. Tại đây, Son đã cùng chị gái biểu diễn các trích đoạn chèo, tuồng và cải lương. Lên 5 tuổi, cô được mẹ dẫn vào trường Đại học Sân khấu và Điện ảnh Hà Nội để quan sát công việc giảng dạy. Khi chứng kiến cảnh sinh viên đóng vai Thị Mầu, cô say mê và bắt chước, thậm chí mẹ còn đưa cô ra làm mẫu cho sinh viên học. Từ đó, các làn điệu dân gian dần gắn bó trong ký ức của cô: "[...] tuổi thơ của tôi có điểm tựa vững chắc là cha mẹ những người tôi thần tượng và khâm phục".
Nhà giáo nhân dân Hoàng Kiều là người có ảnh hưởng lớn đến con đường âm nhạc của cô. Khi chính ông là đã định hướng cô tới các giai đoạn trong sự nghiệp âm nhạc và còn là người thầy đã dạy cô những nốt nhạc đầu tiên (hướng dẫn tập piano khi cô lên 5 tuổi). Từ đó, sở thích của Son chuyển hướng sang nhạc cổ điển: "[...] từ nhỏ tôi đã rất thích chèo, tuồng nhưng cha mẹ lại muốn tôi làm quen với âm nhạc hiện đại, bắt đầu từ cây đàn piano. Mấy năm đầu, tôi ghét học piano lắm, nhưng càng lớn thì càng hiểu, càng ngấm. Nhất là sau này khi học khoa sáng tác trường nhạc viện Hà Nội, càng thấy sự lựa chọn của cha mẹ là đúng". Giáng Son cũng từng có thời gian tìm hiểu những công trình nghiên cứu cha cô để lại, điều đó đã giúp cho các sáng tác sau này luôn có tính dân tộc. Nhạc sĩ Đàm Linh cũng có ảnh hưởng lớn tới các sáng tác của Son: "[...] một tấm gương để tôi noi theo và tiếp tục đi trên hành trình của mình".
Nhạc cổ điển có ảnh hưởng lớn tới Son trong âm nhạc: "[...] Có thể một phần tôi ảnh hưởng âm nhạc cổ điển khi học piano. Có những giai điệu cực buồn nhưng đẹp đến mê hồn làm ám ảnh tôi!". Thời sinh viên, Son tiếp cận nhiều đến các nghệ sĩ quốc tế, bao gồm Scorpions, Nina Simone, Kurt Elling, Diana Krall, Norah Jones. Jazzy Dạ Lam là cái tên cũng được cô hâm mộ sau khi nghe album Trăng và em. Ngoài Scorpions, họ đều là nguồn cảm hứng sáng tác cho album phòng thu thứ hai Bóng tối Jazz của Son.
Nền nếp gia đình cũng ảnh hưởng tới lối sống của cô: "[...] Cha mẹ tôi vốn đều là nhà giáo. Tôi bị ảnh hưởng của họ bởi lối sống khiêm tốn, giản dị, mộc mạc. Có lẽ vì thế mà tôi rất khó để thay đổi hay chuyển sang một lối sống khác". Chọn cho mình lối sống thâm trầm và kín đáo, song cô cho rằng điều đó không ảnh hưởng đến cảm xúc sáng tác: "Sự khác thường của người nghệ sĩ cần thiết thể hiện trong tác phẩm chứ không phải trong cuộc sống thường ngày".

### Đánh giá
Điểm đặc trưng trong âm nhạc của Giáng Son mang sự nữ tính, cùng chủ đề chính là tình yêu tuổi trẻ (những tâm sự chân thành của nữ giới), ngoài ra là về các mùa trong năm và thủ đô Hà Nội. Phong cách chủ yếu của Son là phổ nhạc cho thơ, điều đó được thể hiện trong số lượng lớn các tác phẩm, cô cũng theo đuổi nhiều thể loại âm nhạc đa dạng và không ngừng đổi mới.
Các sáng tác nổi bật trong giai đoạn từ năm 1991–2000 của Giáng Son được đưa vào trong album Em (2003). Những sáng tác vào thời gian này mang đặc trưng phong cách hát nhóm, có ngôn ngữ riêng, chủ yếu theo cảm xúc chưa có kỹ thuật nhưng ngay từ thời điểm này Son đã xác lập được ngôn ngữ âm nhạc riêng biệt. Tiền phong đánh giá rằng: "đặc trưng bởi những đoạn điệp khúc có giai điệu cô đọng, day dứt". Phần lời trong giai đoạn này thật thà và hầu hết mang chủ đề tình đơn phương, một số bài khác thì được viết dựa trên trí tưởng tượng. Ngoài ra, một số ca khúc như "Xuân Hà Nội" không chỉ nằm trong khuôn khổ của nữ giới mà nhân vật xưng "anh". Từ năm 2000–2005, cá tính âm nhạc của Son bắt đầu thể hiện rõ nét với phần lớn theo hơi hướng triết lý, cùng những suy nghĩ nữ tĩnh và mang nét đối lập. Phần lời của Son khi này cũng là thời điểm đánh dấu sự cộng tác với nhạc sĩ Nguyễn Vĩnh Tiến, với chùm các ca khúc cô gửi cho anh được đưa vào album đầu tay Giáng Son. Trong đó, cô thử sức ở nhiều dòng nhạc khác nhau, và Son thể hiện sự cá tính trong ca khúc "Trôi trong gương", "I Love Music". An ninh thủ đô nhận định album có không gian trữ tình, lãng mạn nhưng không nhu mì, hiền ngoan mà mang chút lửa ngầm âm ỉ và có khoảnh khắc bùng lên; đặc biệt là ca khúc "Khát", "Nếp ngày". Trong Giáng Son, cô cũng thành công với các sáng tác ở thể loại dân gian đương đại như "Giấc mơ trưa" và "Chút nắng vàng bay" nhờ ảnh hưởng từ người cha của cô, nhà giáo nhân dân Hoàng Kiều.
Nhờ tài năng và sự nỗ lực, Giáng Son đã nhận được nhiều những lời khen từ giới chuyên môn và báo chí. Nhạc sĩ Minh Châu chỉ ra điểm nổi bật trong những sáng tác của Son là triệt để khai thác điệu thức dân ca khu vực phía Bắc, tạo nên một cảm giác rất quen thuộc với công chúng nhưng cô khéo léo lồng vào đó phương thức hòa âm phối khí hiện đại để xử lý màu sắc cho nhạc dân ca. Vì vậy, các ca khúc trở nên phong phú hơn về màu sắc: "Lạ mà quen, tính hiện đại và chất dân gian trong sáng tác hòa quyện cùng chất lãng mạn, qua những ca khúc phản ánh hơi thở cuộc sống hiện đại, là nét ưu việt của Giáng Son". Nhạc sĩ Trương Ngọc Ninh cho rằng cô là một trong những nữ nhạc sĩ đặt nền móng mới của âm nhạc Việt Nam, và nhìn nhận cô với thái độ tin tưởng, kỳ vọng. Nhạc sĩ Nguyễn Ánh 9 chia sẻ: "Dòng nhạc của Giáng Son rất dịu dàng, thầm kín, sâu lắng. Nếu không gặp được Giáng Son thì không ai ngờ rằng đó là dòng nhạc của một cô gái vừa mới chập chững những bước đầu tiên trên con đường sáng tác [...]". Nhóm 5 Dòng Kẻ cũng nhận xét: "Những mạch chảy trong ca từ và âm nhạc của Son tràn đầy nữ tính [...]". Nhạc sĩ Nguyễn Trọng Tạo mô tả âm nhạc của Son tạo nên cảm nhận đa chiều bởi sự khắc khoải riêng, đầy nữ tính. Nhạc sĩ Đỗ Bảo công nhận cô là "[...] người dám đặt ra thách thức cho mình và thực hiện". Nhạc sĩ Trọng Bằng đánh giá rằng "Giáng Son là một nhạc sĩ trẻ có tài và nhất là có chí [...]. Các ca khúc của cô đều có sự tìm tòi, mới mẻ, giàu cảm xúc và phát huy được vốn văn hóa dân tộc", và ghi nhận khả năng chững chạc trong lĩnh vực soạn nhạc giao hưởng: "Tương lai, đây sẽ là một nhạc sĩ nhiều thành công". Ca sĩ Tùng Dương nhắc về một số nhạc sĩ nữ gắn bó cùng anh: "Họ đều là những người có tài, bản ngã thuộc về âm nhạc [...]". Ca sĩ Trúc Nhân mô tả Son qua 4 từ "độc đáo, cá tính, mạnh mẽ và ma mị". Giới báo chí tốn giấy mực phân tích rằng các nhạc phẩm của Giáng Son mang dấu ấn cá nhân cùng hai yếu tố, chất lượng và định hướng thẩm mỹ cho giới trẻ, bay bổng theo cách riêng dù ở thời điểm nào cũng khiến người nghe 'xao xuyến' và đồng cảm với tâm hồn lãng mạn. Thuộc lớp nhạc sĩ trẻ đương đại, mới mẻ, nhưng luôn có ý thức kế thừa truyền thống. Do đó, các tác phẩm của cô 'chạm' được vào tình cảm của nhiều đối tượng người nghe. Tiền phong viết:
"[...] Cô đơn và khao khát. Càng khao khát càng cô đơn. Trong những sáng tác của Son, niềm đam mê như càng mãnh liệt hơn, trẻ trung hơn mà không thất vọng, buồn nhưng không sầu muộn".
Ca từ chưa phải là thế mạnh của Son nên cô vẫn bị phụ thuộc vào người viết lời bài hát, dẫu cho một vài ca khúc cô viết khá tốt nhưng một số nhiều lúc lại "thiếu sức nặng vì chạy theo giai điệu". Tuy nhiên, nhạc sĩ Nguyễn Ngọc Thiện lý giải rằng, ưu thế của cô lại nằm ở khả năng viết hòa âm phối khí nên các sáng tác của cô rất phong phú về màu sắc âm nhạc và những cộng sự chuyên biệt thì sẽ đảm nhận phần ca từ. Tuổi trẻ chỉ ra phần âm nhạc không lê thê, khúc thức rõ ràng, ca khúc thoáng, dễ 'ăn' cùng bản phối và có thể đặt vào một thể loại khác. Cộng hưởng tất cả những yếu tố đó cùng việc đi đúng trên con đường của một phong cách âm nhạc riêng biệt đã tạo nên những sáng tác trọn vẹn. Ngoài đời, Giáng Son được nhạc sĩ Ngọc Đại đánh giá là không thay đổi ngay cả thời kì còn là thành viên của Dòng Kẻ và cho dù đã nổi tiếng. 5 Dòng Kẻ cho rằng Son là người thích 'cà pháo mắm tôm' và trong tình yêu phải được tính bằng năm tháng. Riêng thành viên Bảo Lan đánh giá Son: "[...] thích những gì thuần Việt". Ca sĩ Tùng Dương yêu thích vì tính cách thẳng thắn: "[...] Son dám phát biểu như vậy vì Son cảm thấy như vậy".

### Phê bình âm nhạc
Dù tính cách hiền lành nhưng Giáng Son là người thẳng thắn trong việc phê bình âm nhạc. Đã không ít lần cô bày tỏ quan điểm lên báo hay phê bình một nghệ sĩ. Thời gian đầu sau khi rời nhóm, Son từng có phát ngôn gay gắt về đàn ông Việt Nam, nhưng sau đó sự việc đã được cải chính. Trong một bài phỏng vấn, khi nhà báo gợi hỏi lí do cô không lựa chọn 5 Dòng Kẻ thu âm trong album đầu tay, Son đã gay gắt trả lời: "[...] tôi nghĩ cũng không cần thiết phải giải thích cho tất cả mọi người đều biết. Nó ra sao thì đã như vậy rồi. Mọi người chỉ biết rằng trong album này không có 5 Dòng Kẻ tham gia. Thế thôi!" Giáng Son từng góp ý về chương trình Sao Mai điểm hẹn 2008 và thẳng thắn chỉ ra các khuyết điểm trong khâu tổ chức bao gồm không gian sân khấu, âm thanh, ánh sáng, nhà tạo mẫu và chuyên gia trang điểm. Bên cạnh đó, cô cũng đưa ra những nhận định thực tiễn về tình trạng âm nhạc của giới trẻ Việt Nam vào năm 2010. Dù cho Tùng Dương là người gắn bó trong phần lớn các tác phẩm của cô, nhưng Son vẫn nói rõ quan điểm với anh. Hay việc cô phê bình với màn trình diễn "Độc ẩm" của Kiều Anh trong chương trình Bài hát yêu thích tháng 10 năm 2015 và Trúc Nhân khi anh biểu diễn "Thu cạn" theo phong cách pop. Sau vụ việc về phát ngôn của Only C và Phan Mạnh Quỳnh, Son lên tiếng: "Các nhạc sĩ trẻ cứ tuyên ngôn đi nhưng làm được hay không lại là chuyện khác", "nhiều bạn trẻ hiện nay, nổi tiếng nhanh nhưng thiếu phông nền văn hóa để ứng xử với sự nổi tiếng", "xù lông để bào chữa cho khuyết điểm của mình nhưng lại chưa đủ chín chắn dày dặn để thuyết phục được số đông", cũng như bày tỏ sự thất vọng đối với những ca khúc "Như cái lò" (Khắc Hưng) và "Nắng cực" (Phạm Toàn Thắng). Tuy nhiên, cô vẫn bày tỏ sự yêu thích với nhạc sĩ Phạm Toàn Thắng, Tiên Tiên, Khắc Hưng và nhận xét họ "[...] trẻ trung, hiện đại và rất chịu khó cập nhật những xu hướng âm nhạc trên thế giới". Son nhắc đến Vũ, Chillies, Ngọt, Madihu, Hứa Kim Tuyền, Hoàng Dũng với phong cách sáng tác "[...] cá tính, văn minh. Tôi bị họ chinh phục và tôi nghĩ là nhiều đồng nghiệp cùng thế hệ tôi cũng bị họ chinh phục đấy" và trân trọng cá tính sáng tạo của họ.

## Đời tư
Giáng Son kết hôn vào ngày 15 tháng 3 năm 2009 với Nick Veltre (sinh năm 1963) mang quốc tịch Mỹ, anh là một giảng viên ngành tài chính cho cán bộ của các tổ chức phi chính phủ tại Université de Lyon II. Tháng 10 năm 2008, cô gặp Nick khi được mời đến Ballad Saloon tại Đặng Văn Ngữ, Hà Nội để nghe ban nhạc của bạn Son. Tuy nhiên, vào năm 2014, hai người đã chính thức ly hôn. Kể từ khi đổ vỡ hôn nhân, cô thừa nhận "Có thể ở một mình quá lâu nên khó tính hơn [...]" và mang tâm lý "con chim sợ cành cong" nhưng "vẫn là người khao khát được yêu và tin vào tình yêu [...]".
Trong cuộc sống, Giáng Son là người thâm trầm và kín đáo, ngoài ra cô cũng thẳng thắn và cá tính. Son có mối quan hệ thân thiết với Nguyễn Trọng Tạo, Nguyễn Vĩnh Tiến, Khánh Linh, Hà Linh, Nguyễn Quang Long và Mai Tuyết Hoa (Nhóm Xẩm Hà Thành). Chủ yếu trong ngày, Son dành cho công việc giảng dạy tại trường. Thời gian còn lại, cô tham gia các công việc phụ cũng trong lĩnh vực âm nhạc. Ngoài ra, Son có sở thích xem phim, đọc sách, đi du lịch và trồng cây.
Ngày 14 tháng 10 năm 2021, Giáng Son bức xúc chia sẻ trên trang Facebook cá nhân về việc ca khúc "Giấc mơ trưa" do chính cô sáng tác bị khiếu nại bản quyền trên YouTube. Cụ thể, theo hệ thống thì video của cô đăng lên (do Khánh Linh thể hiện) có chứa một đoạn âm thanh tương tự sản phẩm "Giấc mơ trưa" của nghệ sĩ đàn nhị Dương Thùy Anh (thuộc quyền sở hữu của BH Media). Ngày hôm sau, Son đã ủy quyền giải quyết vụ việc cho Quyền Tác giả Âm nhạc Việt Nam (VCPMC). Ngày 27 tháng 10, BH Media – đơn vị bị Giáng Son tố 'đánh' bản quyền ca khúc của chính mình đã tổ chức họp báo về bản quyền âm nhạc trên môi trường số nhằm giải đáp thắc mắc từ phía dư luận, khẳng định rằng Giáng Son nói đơn vị này 'đánh gậy bản quyền' tác phẩm của mình là không chính xác, đồng thời cho rằng do cô từ chối đối thoại nên khiến vụ việc này chưa được giải quyết thấu đáo.

## Giải thưởng và tôn vinh
Giáng Son giành được rất nhiều giải thưởng cá nhân khác nhau theo suốt sự nghiệp âm nhạc của cô. Tại Liên hoan Ban nhạc sinh viên toàn quốc lần thứ nhất (1999), Son cùng 5 Dòng Kẻ đã giành được giải "Đĩa nhạc xanh" và các tác phẩm được dự thi giúp cô giành giải "Tác giả trẻ xuất sắc nhất". Năm 2004, cô tiếp tục cùng nhóm nhạc được xướng tên tại hạng mục "Nhóm nhạc xuất sắc nhất" trong chương trình VTV – Bài hát tôi yêu lần thứ 3. Tháng 8 năm 2005, sau khi chính thức rời 5 Dòng Kẻ, Giáng Son tạo dấu ấn mạnh mẽ qua ca khúc "Giấc mơ trưa" và sau đó được bầu chọn là "Bài hát của tháng". Cô tiếp tục được trao tặng giải "Nhạc sĩ ấn tượng" từ chương trình Bài hát Việt 2005. Năm 2008, Son tạo bước ngoặt khi album phòng thu đầu tay mang chính tên cô, Giáng Son đã được đề cử cho "Album của năm". Mãi cho đến năm 2016, Son ra mắt Bóng tối Jazz và trở thành "Album của năm" tại Giải thưởng Cống hiến và lần đầu tiên Son được đề cử ở hạng mục "Nhạc sĩ của năm". Năm 2024, ca khúc "Thương cha" của cô đã giành được hạng ba tại Giải thưởng Âm nhạc Hội Nhạc sĩ Việt Nam.
Ngày 3 tháng 10 năm 2010, chương trình Con đường âm nhạc tháng 10 trên VTV, đã vinh danh Giáng Son với các ca khúc tiêu biểu xuyên suốt trong sự nghiệp của cô. Tháng 6 năm 2014, Bài hát Việt đã tổ chức một minishow tại Nhà hát Quân đội, Thành phố Hồ Chí Minh để giới thiệu các sáng tác của Giáng Son; với sự tham gia của Tùng Dương, Khánh Linh, Uyên Linh, Hà Linh và Phương Linh. Ngày 20 tháng 10 năm 2012, Giáng Son là một trong bốn nhạc sĩ được tôn vinh trong chương trình Đêm Viettel tại Đà Nẵng (14 tháng 10), Cần Thơ (20 tháng 10), Hà Nội (28 tháng 10) và Thành phố Hồ Chí Minh (2 tháng 11).
| Năm  | Giải thưởng                                         | Hạng mục                                      | Đề cử cho            | Kết quả   | Tham khảo |
| ---- | --------------------------------------------------- | --------------------------------------------- | -------------------- | --------- | --------- |
| 1998 | Liên hoan Ban nhạc sinh viên toàn quốc lần thứ nhất | Tác giả trẻ xuất sắc nhất                     | Giáng Son            | Đoạt giải | [ g ]     |
| 1998 | Liên hoan Ban nhạc sinh viên toàn quốc lần thứ nhất | Đĩa nhạc xanh                                 | 5 Dòng Kẻ            | Đoạt giải | [ g ]     |
| 2004 | VTV – Bài hát tôi yêu lần thứ 3                     | Nhóm nhạc xuất sắc nhất                       | "Cỏ và mưa"          | Đoạt giải | [ 5 ]     |
| 2005 | Bài hát Việt                                        | Bài hát của tháng                             | "Giấc mơ trưa"       | Đoạt giải | [ 81 ]    |
| 2006 | Bài hát Việt                                        | Nhạc sĩ ấn tượng                              | Giáng Son            | Đoạt giải | [ h ]     |
| 2008 | Bài hát Việt                                        | Bài hát của tháng                             | "Chút nắng vàng bay" | Đề cử     | [ 217 ]   |
| 2008 | Giải thưởng Cống hiến                               | Album của năm                                 | Giáng Son            | Đề cử     | [ 95 ]    |
| 2016 | Giải thưởng Cống hiến                               | Album của năm                                 | Bóng tối Jazz        | Đoạt giải | [ 109 ]   |
| 2016 | Giải thưởng Cống hiến                               | Nhạc sĩ của năm                               | Giáng Son            | Đề cử     | [ 109 ]   |
| 2024 | Giải thưởng Âm nhạc Hội Nhạc sĩ Việt Nam 2023       | Ca khúc                                       | "Thương cha"         | Giải Ba   | [ 218 ]   |
| 2025 | Cuộc vận động sáng tác ca khúc                      | 80 năm – Vinh quang Công an nhân dân Việt Nam | "Nơi ấy có anh"      | Giải B    | [ 129 ]   |

## Thành tựu và di sản
Trước đây, âm nhạc Việt Nam không nhiều nhạc sĩ nữ thành công trong lĩnh vực sáng tác. Dù trước 1975 có Hương Huyền Trinh và Quỳnh Giao, nhưng hầu hết vai trò nhạc sĩ của họ đều không rõ nét. Nổi bật trong nước khi đó là Trương Tuyết Mai. Sau 1975 đã xuất hiện Khúc Lan; hay đầu thập niên 1990 có Lê Tín Hương, Diệu Hương và Lê Khắc Thanh Hoài nhưng tác phẩm của các nhạc sĩ nữ này lại không phổ biến trong nước và hầu hết đều là nhạc sĩ tại thị trường hải ngoại. Ở trong nước cũng có Hoàng Điệp, Nguyễn Thị Nhung, Tú Hương, Thụy Loan nhưng họ đều là các nhà soạn nhạc và giảng viên tại nhạc viện.
Sự thành công của nhóm 5 Dòng Kẻ, đặc biệt là Giáng Son đã góp phần khẳng định vai trò sáng tác của nữ giới và mở rộng biên độ hoạt động của các nữ nhạc sĩ từ cuối thập niên 90 tới nay. Có thể nói, cô đã trở thành người phụ nữ đầu tiên và thành công nhất trong vai trò là một nữ nhạc sĩ nhạc pop và được công nhận là một trong những nữ nhạc sĩ tài năng bậc nhất của làng nhạc nhẹ Việt Nam. Cụ thể, Giáng Son và những người cùng thế hệ như Ngọc Loan, Bảo Lan, Kim Ngọc, Lưu Thiên Hương hay đến khoảng năm 2005, vai trò nữ ca sĩ kiêm nhạc sĩ được mở rộng bởi Jazzy Dạ Lam, Tinna Tình, Minh Thư và Lưu Hương Giang. Năm 2007, vai trò này tiếp tục được mở rộng mạnh mẽ với những đại diện tiêu biểu như Lê Cát Trọng Lý và Sa Huỳnh. Đầu thập niên 2010 là Mai Khôi và Đông Nhi. Đến nay, số lượng các nhạc sĩ nữ dần được gia tăng.

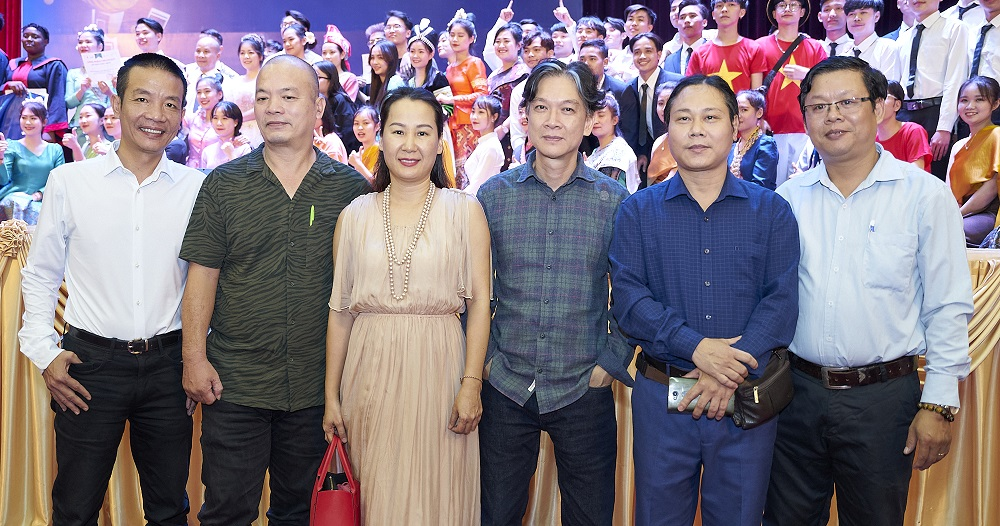
Giáng Son (đứng thứ 3, từ trái sang) cùng các nhạc sĩ, tháng 10 năm 2020 tại Hà Nội.

Giáng Son cũng cùng thời (2002–2007) với Ngọc Đại, Niels Lan Doky, Lê Minh Sơn, An Thuyên, Trần Tiến, Nguyễn Vĩnh Tiến, Lưu Hà An, Bảo Lan, Ngô Hồng Quang mở đầu thập niên 2000 với thể loại dân gian đương đại và cùng đưa nó lên thời kỳ đỉnh cao. Mặc dù nó đã được một số nghệ sĩ khai phá trước đó vào thập niên 1990.
"Giấc mơ trưa" là một trong những ca khúc tiêu biểu và nổi tiếng nhất của cô. Ngày 24 tháng 10 năm 2008, nó đã được lựa chọn làm nhạc nền cho vở kịch hình thể Biến Vĩ của tình yêu; kịch bản của NSƯT Lê Chức, đạo diễn bởi NSND Lan Hương và chỉ đạo nghệ thuật bởi NSND Lê Hùng tại Nhà hát Tuổi trẻ. NSƯT Đặng Linh Nga cũng thường xuyên biểu diễn "Giấc mơ trưa" trong các sự kiện trọng đại như Cánh Diều Vàng 2009, APEC Việt Nam 2017 và cô còn chọn ca khúc để dạy múa cho học sinh Trung Quốc. "Giấc mơ trưa" là ca khúc thường được khán giả gửi tặng nhau trên các chương trình âm nhạc của đài phát thanh và truyền hình, hay được nhiều đoàn múa trong nước lựa chọn để dựng tiết mục. "Giấc mơ trưa" còn có hai phiên bản làm lại: phiên bản của Pháo, Chị Cả và Thùy Chi trong chương trình Thế giới Rap – King of Rap mùa 1, cùng với "Về quê" của rapper Mikelodic trong Rap Việt mùa 2.
Năm 2012, sau khi "Thu cạn" được Nguyên Thảo biểu diễn trong chương trình Bài hát yêu thích, nó đã được đưa vào danh sách 5 ca khúc gây ảnh hưởng tới thị trường âm nhạc Việt Nam 2012. Năm 2014, Zing News còn liệt kê "Cỏ và mưa" và "Thu cạn" nằm trong số 5 ca khúc được 'săn đón' nhất trong các cuộc thi âm nhạc, riêng "Cỏ và mưa" được bình luận: "Thật khó để đưa ra một con số cụ thể về số lần Cỏ và mưa xuất hiện trên sân khấu các cuộc thi âm nhạc cả chuyên lẫn không chuyên". Năm 2017, bộ sưu tập của nhà thiết kế Thủy Nguyễn trong bộ phim Cô Ba Sài Gòn được truyền cảm hứng từ ca khúc "Hà Nội 12 mùa hoa". Nhìn chung, một số các ca khúc tiêu biểu do cô sáng tác đều trở thành nguồn cảm hứng và được các thí sinh thường xuyên lựa chọn để thể hiện trong nhiều cuộc thi âm nhạc trên toàn quốc như Sao Mai điểm hẹn, Vietnam Idol: Thần tượng Âm nhạc Việt Nam, Giọng hát Việt, Giọng hát Việt nhí, Nhân tố bí ẩn, Hòa âm Ánh sáng, Thế giới Rap – King of Rap, Ca sĩ mặt nạ và Rap Việt.
Khác với xu hướng chung vào thời điểm đó, khi thị trường sôi động với các ca khúc nhạc ngoại lời Việt, 5 Dòng Kẻ đã chọn đi con đường riêng. Nhóm đi ngược lại số đông khi thể hiện các sáng tác của chính các thành viên trong nhóm, trong đó Giáng Son giữ vai trò là người sáng tác chính. Cô cùng nhóm còn khai phá phong cách hát a cappella thể hiện với các tác phẩm của nhạc sĩ Nguyễn Ánh 9, Trịnh Công Sơn. Son cũng truyền cảm hứng và có ảnh hưởng tới Hứa Kim Tuyền, Madihu.

## Danh sách đĩa nhạc
Album phòng thu
- Giáng Son (2007)
- Bóng tối Jazz (2015)
- Sing My Sol (2023)

Buổi hòa nhạc
- Con đường âm nhạc – Cỏ và mưa (2010)
- Live Concert – Giấc mơ Sol (2025)

#### Chú giải
1. ↑  Tập nhạc Cỏ và mưa – 30 tình khúc Giáng Son, được phát hành vào năm 2005 bởi Nhà xuất bản Trẻ. Tuyển tập dài gần 70 trang bao gồm 30 bài hát của nhạc sĩ Giáng Son được cô sáng tác từ năm 1991–2005.[13]
2. ↑  Bản giao hưởng "Đồng Xa", được sử dụng âm giai ngũ cung và dàn trống dân tộc. Giáng Son viết về khu tập thể Đồng Xa (tên cũ của khu văn công Mai Dịch), nơi gia đình cô đang định cư. Bản giao hưởng sau đó đã được nhà soạn nhạc Nguyễn Thiên Đạo giúp chỉnh lý để trình diễn lại trong buổi báo cáo tốt nghiệp và gây bất ngờ với ban giám khảo.[4]
3. ↑  Chương trình Giai điệu tự hào tháng 9 với chủ đề Bám biển quê hương. Lần đầu tiên "Nơi đảo xa" được Tùng Dương thể hiện với hai phong cách acoustic và blues jazz, do Trần Thanh Phương phối khí. Khi đến phần nhận xét, Giáng Son đã lựa chọn phiên bản acoustic và giải thích "lời và nhạc cần đi với nhau".[190]
4. ↑  Ca sĩ kiêm nhạc sĩ Only C đã trả lời trong một bài phỏng vấn của Zing News: "Nhân đây tôi xin khẳng định, tôi đã sản xuất, sáng tác được nhiều ca khúc có đẳng cấp thế giới."[192]
5. ↑  Ca sĩ kiêm nhạc sĩ Phan Mạnh Quỳnh đã trả lời trong một bài phỏng vấn của Zing News: "Điều tôi hướng đến chính là 'một tượng đài' để sống lâu trong lòng người hâm mộ."[193]
6. ↑  Chương trình Con đường âm nhạc tháng 10 do Ban Văn nghệ, Đài Truyền hình Việt Nam phối hợp với công ty Eurowindow và Melinh PLAZA được tổ chức vào ngày 3 tháng 10 năm 2010 trên VTV. Chương trình vinh danh nhạc sĩ Giáng Son, với sự tham gia của Thanh Lam, Tấn Minh, Thu Minh, Mỹ Lệ, Tùng Dương, Khánh Linh, Nguyễn Ngọc Anh, Nguyên Thảo, Hà Linh.[210]
7. ↑  Ban nhạc Exotica, bao gồm 5 thành viên, được thành lập bởi Giáng Son và Lan Hương đã dự thi Liên hoan Ban nhạc sinh viên toàn quốc lần thứ nhất năm 1998. Họ trình diễn các sáng tác của Giáng Son "Sóng", "Mưa", "Anh" và "Xuân Hà Nội". Exotica đã giành được giải "Đĩa nhạc xanh" và riêng Son giành được "Tác giả trẻ xuất sắc nhất".
8. ↑  Giáng Son đã giành giải "Nhạc sĩ ấn tượng" với ca khúc "Giấc mơ trưa", do ca sĩ Khánh Linh thể hiện tại Lễ trao giải Bài hát Việt năm 2005 được tổ chức ngày 26 tháng 2 năm 2006.[216]

#### Tư liệu
- Trần Kim Anh (ngày 31 tháng 1 năm 2007). "Giáng Son - dịu dàng, thầm kín mà sâu lắng". Lao Động. Truy cập ngày 10 tháng 5 năm 2024.
- Storii Official (ngày 13 tháng 6 năm 2022). "[Storii-Tellers EP.06] Giáng Son & Nhạc của Trang - Chuyện đàn bà và sự gợi cảm trong âm nhạc". YouTube. Truy cập ngày 10 tháng 5 năm 2024.
- Truyền hình Nhân Dân (ngày 10 tháng 8 năm 2019). "Nhạc sĩ Giáng Son với ca khúc "Hà Nội 12 mùa hoa"". YouTube. Truy cập ngày 10 tháng 5 năm 2024.
- soldzang (ngày 11 tháng 3 năm 2019). "NGND Hoàng Kiều - Người ươm vườn đời lặng lẽ". YouTube. Truy cập ngày 10 tháng 5 năm 2024.
- Bảo Trường Phạm Công (ngày 2 tháng 7 năm 2013). "5 Dòng Kẻ-Một thập Kỷ Ca Hát". YouTube. Truy cập ngày 10 tháng 5 năm 2024.
- Đài Phát thanh - Truyền hình Thanh Hóa (ngày 18 tháng 10 năm 2021). "Nhạc sĩ Giáng Sol tâm sự về "Giấc mơ trưa" | TTV Hội tụ". YouTube. Truy cập ngày 10 tháng 5 năm 2024.
- Đài Phát thanh - Truyền hình Thanh Hóa (ngày 23 tháng 10 năm 2021). "TTV Hội tụ: Nhạc sỹ Giáng Son - Những giai điệu đẹp | PTTH Thanh Hóa". YouTube. Truy cập ngày 10 tháng 5 năm 2024.
- Tuệ Tất. "Giáng Son: Những mùa hoa nở rộ cùng sự nữ tính trong âm nhạc". StoriiTellers. Truy cập ngày 10 tháng 5 năm 2024.
- Hà Tùng Long (ngày 30 tháng 4 năm 2023). "Nhạc sĩ Giáng Son: "Tôi được 3 tháng tuổi thì mẹ bế tôi hòa vào dòng người hò reo mừng ngày giải phóng"". Dân trí. Truy cập ngày 10 tháng 5 năm 2024.
- Hà Tùng Long (ngày 8 tháng 6 năm 2024). "Nhạc sĩ Giáng Son: "Tôi cảm nhận được sức trẻ, sự cố gắng đổi mới sáng tạo ở báo Dân Việt"". Dân Việt. Truy cập ngày 29 tháng 12 năm 2024.
- Thúy Ngọc (ngày 22 tháng 9 năm 2021). "Hé lộ bất ngờ về bản hit "Giấc mơ trưa" và "Thu cạn" của nhạc sĩ Giáng Son". Dân trí. Truy cập ngày 9 tháng 3 năm 2025.
- Lan Anh (ngày 4 tháng 2 năm 2025). "Nhạc sĩ Giáng Son: "Nhờ sự kiên quyết của bố mà tôi thành nhạc sĩ"". Thể thao & Văn hóa. Truy cập ngày 16 tháng 3 năm 2025.